# Sex Magik
 (mars 2023).
Si vous disposez d'ouvrages ou d'articles de référence ou si vous connaissez des sites web de qualité traitant du thème abordé ici, merci de compléter l'article en donnant les références utiles à sa vérifiabilité et en les liant à la section « Notes et références ».
Albums de Jad Wio
Nu Cle Air Pop
(2005)
Sex Magik est le second album de Jad Wio depuis leur reformation pour Nu Cle Air Pop en 2003, et leur septième album depuis le premier publié en 1986.
Sous titré « Histoire de Lilith Von Sirius », cet album est une interprétation libre de la vie de Lilith von Sirius, courtisane, occultiste et poétesse de la fin du XXe siècle (1971-1997).